# Compsaditha
Compsaditha es un género de arácnido del orden Pseudoscorpionida de la familia Tridenchthoniidae.

## Especies
Las especies de este género son:
- Compsaditha aburi Chamberlin & Chamberlin, 1945
- Compsaditha angustula Beier, 1972
- Compsaditha basilewskyi Beier, 1962
- Compsaditha camponota Sivaraman, 1980
- Compsaditha congica Beier, 1959
- Compsaditha elegantula Beier, 1972
- Compsaditha fiebrigi (Beier, 1931)
- Compsaditha gressitti Beier, 1957
- Compsaditha indica Murthy, 1960
- Compsaditha parva Beier, 1951
- Compsaditha pygmaea Chamberlin, 1929
- Compsaditha seychellensis Beier, 1974